# Bunuri mobile din domeniul istorie clasate în patrimoniul cultural național al României aflate în județul Bacău
Acestă listă conține bunurile mobile din domeniul istorie clasate în Patrimoniul cultural național al României aflate la momentul clasării în județul Bacău.

## Fond
| Foto | Informații generale                               | Detalii tehnice | Descriere | Deținător                                                 | Legături |
| ---- | ------------------------------------------------- | --- | --- | --------------------------------------------------------- | -------- |
|      | Lustră bronz - lei                                | Datare: începutul sec. XX Descoperit: jud. BACĂU, com. BEREȘTI-TAZLĂU, TESCANI Dimensiuni: H = 83 cm; D = 45 cm Material: bronz; turnare, strunjire, decorare | Lustră plafon stil eclectic din bronz strunjit, 6 brațe în acoladă ajurată cu reprezentări zoomorfe - lei - care sprijină cu botul 6 sfeșnice tip lumânare-bec. | Casa Memorială „Rosetti Tescanu - George Enescu”, Tescani | Cimec    |
|      | Lustră bronz - lei                                | Datare: începutul sec. XX Descoperit: jud. BACĂU, com. BEREȘTI-TAZLĂU, TESCANI Dimensiuni: H = 83 cm; D = 45 cm Material: bronz; turnare, strunjire, decorare | Lustră plafon stil eclectic din bronz strunjit, 6 brațe în acoladă ajurată cu reprezentări zoomorfe - lei - care sprijină cu botul 6 sfeșnice tip lumânare-bec. | Casa Memorială „Rosetti Tescanu - George Enescu”, Tescani | Cimec    |
|      | Lustră bronz - lei                                | Datare: începutul sec. XX Descoperit: jud. BACĂU, com. BEREȘTI-TAZLĂU, TESCANI Dimensiuni: H = 83 cm; D = 45 cm Material: bronz; turnare, strunjire, decorare | Lustră plafon stil eclectic din bronz strunjit, 6 brațe în acoladă ajurată cu reprezentări zoomorfe - lei - care sprijină cu botul 6 sfeșnice tip lumânare-bec. | Casa Memorială „Rosetti Tescanu - George Enescu”, Tescani | Cimec    |
|      | Lustră bronz - lei                                | Datare: începutul sec. XX Descoperit: jud. BACĂU, com. BEREȘTI-TAZLĂU, TESCANI Dimensiuni: H = 83 cm; D = 45 cm Material: bronz; turnare, strunjire, decorare | Lustră plafon stil eclectic din bronz strunjit, 6 brațe în acoladă ajurată cu reprezentări zoomorfe - lei - care sprijină cu botul 6 sfeșnice tip lumânare-bec. | Casa Memorială „Rosetti Tescanu - George Enescu”, Tescani | Cimec    |
|      | Lustră bronz - lei                                | Datare: începutul sec. XX Descoperit: jud. BACĂU, com. BEREȘTI-TAZLĂU, TESCANI Dimensiuni: H = 83 cm; D = 45 cm Material: bronz; turnare, strunjire, decorare | Lustră plafon stil eclectic din bronz strunjit, 6 brațe în acoladă ajurată cu reprezentări zoomorfe - lei - care sprijină cu botul 6 sfeșnice tip lumânare-bec. | Casa Memorială „Rosetti Tescanu - George Enescu”, Tescani | Cimec    |
|      | Lustră bronz - lei                                | Datare: începutul sec. XX Descoperit: jud. BACĂU, com. BEREȘTI-TAZLĂU, TESCANI Dimensiuni: H = 83 cm; D = 45 cm Material: bronz; turnare, strunjire, decorare | Lustră plafon stil eclectic din bronz strunjit, 6 brațe în acoladă ajurată cu reprezentări zoomorfe - lei - care sprijină cu botul 6 sfeșnice tip lumânare-bec. | Casa Memorială „Rosetti Tescanu - George Enescu”, Tescani | Cimec    |
|      | Lustră bronz - leoparzi                           | Datare: începutul sec. XX Descoperit: jud. BACĂU, com. BEREȘTI-TAZLĂU, TESCANI Dimensiuni: H = 120 cm; D = 40 cm Material: bronz; turnare, prelucrare, sticlă albă mată                                                                                             | Lustra plafon stil eclectic, cu trei leoparzi care țin în gheare trei ghirlande cu motive vegetale ce susțin o cupă antică având capacul-abajur de sticlă albă mată mărginită de un inel de bronz. | Casa Memorială „Rosetti Tescanu - George Enescu”, Tescani | Cimec    |
|      | Lustră bronz - lei                                | Datare: începutul sec. XX Descoperit: jud. BACĂU, com. BEREȘTI-TAZLĂU, TESCANI Dimensiuni: H = 85 cm; D = 45,5 cm Material: bronz; turnare, strunjire, tipar | Lustră plafon stil eclectic din bronz, 6 brațe în acoladă ajurată cu reprezentări zoomorfe - lei - care sprijină cu botul 6 sfeșnice tip lumânare-bec. | Casa Memorială „Rosetti Tescanu - George Enescu”, Tescani | Cimec    |
|      | Lustră 6 brațe - păsări                           | Datare: începutul sec. XX Descoperit: jud. BACĂU, com. BEREȘTI-TAZLĂU, TESCANI Dimensiuni: H = 89,5 cm; D = 45,5 cm Material: bronz; turnare, strunjire | Lustră plafon stil eclectic din bronz, 6 brațe în acoladă ajurată cu reprezentări zoomorfe - păsări - ce susțin sfeșnice tip lumânare-bec. | Casa Memorială „Rosetti Tescanu - George Enescu”, Tescani | Cimec    |
|      | Scaun foarfece, în X, Savonarola                  | Datare: sec. XVIII - XIX Școală: Atelier italian Descoperit: jud. BACĂU, TESCANI Dimensiuni: Î: 102 cm; L: 80 cm; La: 63 cm Material: lemn de tei; sculptat | Piesă de mobilier din biblioteca Familiei Rosetti Tescanu. Scaun în formă de X, din lemn de tei sculptat dintr-o singură bucată, spătarul cu blazon lucrat manual cu elemente florale, picioarele din fag curbat - 7 elemente. Scaunul este susținut de două curbe încrucișate; sprijină părțile laterale în spate și în față. | Casa Memorială „Rosetti Tescanu - George Enescu”, Tescani | Cimec    |
|      | Pian de concert „Erad” Autor: Sebastien Erard     | Datare: 1777 Școală: Atelier francez Descoperit: jud. BACĂU, TESCANI Dimensiuni: Î: 98,6 cm; L: 211 cm; La: 140 cm Material: lemn de nuc; lemn de tei; metal; fildeș; traforat; furnir                                                                              | Pian de concert ERARD realizare a lui Sebastien Erard (1752-1831) cel care a deschis prima fabrică de piane la Paris în anul 1777. Pianul este realizat din lemn de nuc furniruit având placa traforată cu motive florale și vegetale în lemn de tei. Clapele sunt din fildeș, iar pedala este metalică. Inscripție: ERARD, în scriere gotică cu litere aurii. | Casa Memorială „Rosetti Tescanu - George Enescu”, Tescani | Cimec    |
|      | Oglindă ovală de perete                           | Datare: sec. XIX Școală: Atelier francez Descoperit: jud. BACĂU, TESCANI Dimensiuni: Dlung: 21 cm; Dlat: 17 cm; L: 41 cm; La: 35,5 cm Material: lemn de tei; sticlă; argintare; sculptare                                                                           | Oglindă ovală încastrată în passepartoutte pătrat cu chenar sculptat cu frunze și vrejuri aurii. Școala franceză, atelier artizanal Art Nouveau, sec XIX. | Casa Memorială „Rosetti Tescanu - George Enescu”, Tescani | Cimec    |
|      | Gramofon His Master's Voice                       | Datare: 1931 Școală: Atelier englez Descoperit: jud. BACĂU, TESCANI Dimensiuni: Î: 43,5 cm; L: 45 cm; La: 45,5 cm Material: lemn de paltin; oțel; pâslă; imprimare color; lipire                                                                                    | Cutie paralelipipedică din lemn de paltin, model de salon (este lipsă pavilionul acustic). În interiorul cutiei se află mecanismul cu arc pentru antrenarea platanului ce conține discul. Deasupra se află placa rotativă, pârghia pentru pornire-oprire - brațul acustic mobil. În lateral dreapta este montată manivela. Marca „His Master's Voice” este imprimată color în partea centrală a interiorului capacului. Pe braț este ștanțată marca constuctorului. | Casa Memorială „Rosetti Tescanu - George Enescu”, Tescani | Cimec    |
|      | Ramă metalică Art Nouveau                         | Datare: sf. sec. XIX Școală: Atelier artizanal Descoperit: jud. BACĂU, TESCANI Dimensiuni: L: 23,5 cm; La: 12,5 cm Material: alamă; turnare; traforare | Ramă metalică foto din alamă, galben verzuie, cu picior. Decorul este traforat cu chenar trifoi în partea superioară și elemente zig-zag (dinți de fierăstrău). Elementele de decor sunt caracteristice școlii Art Nouveau. | Casa Memorială „Rosetti Tescanu - George Enescu”, Tescani | Cimec    |
|      | Agendă 1920, 2-eme trimestre                      | Datare: 1920 Descoperit: jud. BACĂU, com. BEREȘTI-TAZLĂU, TESCANI Dimensiuni: l=7 cm; L=4 cm; Î=0,5 cm Material: hârtie; foiță; broșată; înscrisuri cu litere aurii                                                                                                 | Agendă; 1920; 2-eme trimestre; coperte verde-smarald; inscripții cu litere aurii; cu însemnări autografe ale lui George Enescu; notații cu creionul în datele de 1, 2 și 3 aprilie, 16-24 aprilie și 20 mai. | Casa Memorială „Rosetti Tescanu - George Enescu”, Tescani | Cimec    |
|      | Masă                                              | Datare: începutul secolului al XX-lea Descoperit: jud. BACĂU, com. BEREȘTI-TAZLĂU, TESCANI Dimensiuni: l=75 cm; L=163 cm; H=88 cm Material: lemn nuc; sculptat, furniruit                                                                                           | Masă-birou făcând parte din mobilierul conacului Rosetti-Tescanu. Lemn de nuc; blatul sculptat cu ghirlandă vegetală și o pecete-blazon în centru, două sertare. Picioarele sunt lucrate prin strunjire imitând o frânghie răsucită, la fel și traversele în cruce, în „X” care le unește. | Casa Memorială „Rosetti Tescanu - George Enescu”, Tescani | Cimec    |
|      | Masă                                              | Datare: mijlocul secolului al XIX-lea Școală: manufactură Descoperit: jud. BACĂU, com. BEREȘTI-TAZLĂU, TESCANI Dimensiuni: l=44 cm; L=130 cm; H=90 cm Material: lemn nuc; sculptat, furniruit, lăcuit                                                               | Masă-consolă de perete din lemn de nuc sculptat, lăcuit, cu trei blaturi arcuite, primul sculptat cu un medalin floral; picioarele din față curbate și sculptate cu ghirlande de flori. | Casa Memorială „Rosetti Tescanu - George Enescu”, Tescani | Cimec    |
|      | Casetă                                            | Datare: începutul secolului al XX-lea Școală: manufactură Descoperit: jud. BACĂU, com. BEREȘTI-TAZLĂU, TESCANI Dimensiuni: l=8,8 cm; L=13,2 cm; H=6,5 cm Material: lemn cireș; intarsie aurie - ghirlandă, elastic, capacul tapisat pe interior cu catifea albastră | Casetă port-țigaret de forma unui paralelipiped; a aparținut lui Mihail Jora (1891-1971). Lemn de cireș, capacul capitonat în interior cu catifea albastră, în exterior intarsiat cu ghirlande florale pe toate cele 3 părți; în interior lăcașe pentru tigări. Elastic maro-roșcat cu care se fixau țigările. | Casa Memorială „Rosetti Tescanu - George Enescu”, Tescani | Cimec    |
|      | Alice Rosetti-Tescanu                             | Datare: iulie 1930 Școală: Atelier foto Descoperit: jud. BACĂU, com. BEREȘTI-TAZLĂU, TESCANI Dimensiuni: D: 21,5 cm; d: 16,5 cm; L: 37 cm: La: 24 cm Material: hârtie fotografică; carton; fotografiere; ștanțare                                                   | Fotografie portret din semiprofil, reprezentând-o pe Alice Jora - căsătorită cu Dumitru Rosetti-Tescanu la vârsta senectuții, îmbrăcată în negru, cu batic-eșarfă din dantelă. Este mama Mariei Cantacuzino. Fotografie ovală cu passpartoutte dreptunghiular; semnată și datată: iulie 1930, localizată: la Luminiș. Pe verso are o dedicație în limba franceză.                                                                                                   | Casa Memorială „Rosetti Tescanu - George Enescu”, Tescani | Cimec    |
|      | Maria Rosetti-Tescanu-Cantacuzino Autor: E. Prato | Datare: 1901 Școală: Atelier foto Descoperit: jud. BACĂU, com. BEREȘTI-TAZLĂU, TESCANI Dimensiuni: L: 41 cm: La: 28,5 cm Material: hârtie fotografică; carton; fotografiere                                                                                         | Fotografie sepia colorizată, reprezentând-o pe Maria Rosetti-Tescanu, în picioare în costum oriental cu văl; cu mâna stângă în șold; cingătoare lată, ilicul și centura închise la culoare. | Casa Memorială „Rosetti Tescanu - George Enescu”, Tescani | Cimec    |
|      | Oglindă - tavă                                    | Datare: mijlocul sec. XIX Școală: Atelier necunoscut Descoperit: jud. BACĂU, com. BEREȘTI-TAZLĂU, TESCANI Dimensiuni: D: 52,5 cm Material: bronz; turnat; incizat; sticlă; argintare                                                                                | Oglindă - tavă rotundă din bronz cu ramă dantelată prin incizare. Pe partea dorsală prezintă piciorușe pentru stabilitatea tăvii. Blatul este din sticlă argintată - oglinda. | Casa Memorială „Rosetti Tescanu - George Enescu”, Tescani | Cimec    |
|      | Măsuță florentină                                 | Școală: Atelier italian Descoperit: jud. BACĂU, com. BEREȘTI-TAZLĂU, TESCANI Dimensiuni: L: 45,5 cm; La: 42,5 cm; H: 78 cm Material: lemn paltin; sculptat; lăcuit; băițuit                                                                                         | Măsuță florentină din lemn de paltin, sculptată, băițuită și lustruită. Are două picioare pline, sculptate cu motivul „coarne de berbec”. | Casa Memorială „Rosetti Tescanu - George Enescu”, Tescani | Cimec    |
|      | Birou de stejar                                   | Școală: Atelier meșteșugăresc necunoscut Descoperit: jud. BACĂU, com. BEREȘTI-TAZLĂU, TESCANI Dimensiuni: L: 155,5 cm; La: 79 cm; H: 80 cm Material: lemn stejar; sculptat; strunjit; lustruit                                                                      | Piesă de mobilier - birou la care lucra, pe perioada vacanțelor la Tescani, George Enescu. Lemn stejar sculptat, șapte sertare: unul central, câte trei de o parte și de alta; ghirlande cu frunze, chenar sculptat pe blatul biroului. Picioarele biroului lucrate prin strunjire. | Casa Memorială „Rosetti Tescanu - George Enescu”, Tescani | Cimec    |
|      | Banchetă                                          | Datare: începutul sec. XIX Școală: Atelier meșteșugăresc necunoscut Descoperit: jud. BACĂU, com. BEREȘTI-TAZLĂU, TESCANI Dimensiuni: L: 67,5 cm; La: 45 cm; H: 74 cm Material: lemn stejar; brocart; cioplire; ajurare; băițuire                                    | Piesă de mobilier - banchetă, din lemn de stejar băițuit, sculptat, ajurare - spătar și brațele banchetei. Perna din brocart roșu, decolorat. | Casa Memorială „Rosetti Tescanu - George Enescu”, Tescani | Cimec    |
|      | Etajeră pentru ziare                              | Datare: mijlocul sec. XIX Școală: Atelier românesc Descoperit: jud. BACĂU, com. BEREȘTI-TAZLĂU, TESCANI Dimensiuni: L: 40 cm; La: 28,5 cm; H: 75 cm Material: lemn; sculptare; băițuire                                                                             | Piesă de mobilier - etajeră pentru ziare, din lemn negru băițuit, sculptat. | Casa Memorială „Rosetti Tescanu - George Enescu”, Tescani | Cimec    |
|      | Lustră cu abajur                                  | Datare: începutul sec. XIX Școală: Atelier vest-european Descoperit: jud. BACĂU, com. BEREȘTI-TAZLĂU, TESCANI Dimensiuni: L: 126 cm; D: 40 cm Material: bronz; ceramică; sticlă mată                                                                                | Lampă de plafon - lustră din bronz, stil Art Nouveau, cu elemente ceramice smălțuite, ghirlande florale, abajur din sticlă mată, fisurat. | Casa Memorială „Rosetti Tescanu - George Enescu”, Tescani | Cimec    |
|      | Lustră cu abajur                                  | Datare: începutul sec. XIX Școală: Atelier vest-european Descoperit: jud. BACĂU, com. BEREȘTI-TAZLĂU, TESCANI Dimensiuni: L: 120 cm; D: 50 cm Material: bronz; ceramică; sticlă mată                                                                                | Lampă de plafon - lustră din bronz patinat, stil Art Nouveau, cu elemente ceramice smălțuite, abajur din sticlă albă mată, cu trei brațe și lanț. | Casa Memorială „Rosetti Tescanu - George Enescu”, Tescani | Cimec    |